# Sobrepuerto
Sobrepuerto este o arie protejată (arie specială de conservare — SAC, sit de importanță comunitară — SCI) din Spania întinsă pe o suprafață de 3.468,91 ha, integral pe uscat.

## Localizare
Centrul sitului Sobrepuerto este situat la coordonatele 42°33′24″N 0°14′34″W / 42.5568°N 0.242767°V.

## Înființare
Situl Sobrepuerto a fost declarat sit de importanță comunitară în mai 2000 pentru a proteja 2 specii de animale. Situl a fost protejat și ca arie specială de conservare în februarie 2021.

## Biodiversitate
Situată în ecoregiunile alpină și mediteraneană, aria protejată conține 8 habitate naturale: Formațiuni de Juniperus communis pe lande sau pajiști calcaroase, Pajiști uscate seminaturale și facies de acoperire cu tufișuri pe substraturi calcaroase (Festuco-Brometalia) (* situri importante pentru orhidee), Râuri de munte și vegetația lor lemnoasă cu Salix elaeagnos, Păduri de fag din Europa Centrală dezvoltate pe sol calcaros cu Cephalanthero-Fagion, Lande oro-mediteraneene cu formațiuni endemice de grozamă, Pajiști alpine și subalpine calcaroase, Pajiști carstice calcaroase sau bazofile, de Alysso-Sedion albi, Păduri iberice de Quercus faginea și Quercus canariensis.
La baza desemnării sitului se află mai multe specii protejate de  nevertebrate (2): rădașcă (Lucanus cervus), Rosalia alpina
Pe lângă speciile protejate, pe teritoriul sitului au mai fost identificate 11 specii de plante, 22 de specii de păsări, 3 specii de amfibieni, 4 specii de mamifere, 2 specii de pești, 1 specie de reptile.